# Carrie Hope Fletcher
Carrie Hope Fletcher (née le 22 octobre 1992 à South Harrow) est une ancienne enfant actrice anglaise. Carrie est la petite sœur du fondateur du groupe Pop/rock britannique McFly, Tom Fletcher.

## Biographie

### Jeunesse
Elle est allée à la Earlsmead First and Middle School ainsi qu'au Northwood College Independent Day School For Girls.

### Carrière
Carrie a joué dans de nombreuses pièces de théâtre et de séries télévisées britanniques. Elle a notamment joué le rôle de Jemina Potts dans Chitty Chitty Bang Bang, la comédie musicale située dans les quartiers de West End, et il est possible de l'entendre sur le CD de la bande originale. Elle a également joué dans la deuxième comédie musicale des Frères Sherman, Mary Poppins.
Elle fréquente maintenant le Northwood College Independant Day pour jeunes filles, et est un peintre et saxophoniste accomplie. Carrie joue également du piano et de la guitare, et écrit ses propres textes, avec pour influences McFly, Tom Fletcher, Avril Lavigne, Fall Out Boy, My Chemical Romance et Elliot Minor.
Elle a également une chaîne YouTube : ItsWayPastMyBedTime.

## Théâtre

### London West End Productions
- Les Misérables (suppléante)
- Chitty Chitty Bang Bang (distribution originale)  - Jemima Potts
- Mary Poppins (distribution originale) - Jane Banks
- The Slipper and the Rose  (non-equity) - Cinderella
- Wind in the Willows - Créatures des bois variées
- Les Misérables (Harrow School) (non-equity) - Eponine
- Les Misérables - Eponine
- Heathers: The Musical (distribution originale de West End) - Veronica Swayer
- Cinderella - Cinderella